# Adaloald
Adaloald (auch Adalwald, Adulubaldus; * 602 in Monza; † 626) war in den Jahren 615–626 König der Langobarden.

## Leben
Adaloald wurde 602 als Sohn König Agilulfs und der Theudelinde geboren und im folgenden Jahr katholisch von Secundus von Trient getauft, was eine deutliche Distanzierung vom damals mehrheitlich arianischen Bekenntnis der Langobarden darstellte. Im Juli 604 wurde er in Anlehnung an römische Traditionen durch öffentliche Akklamation im Circus von Mailand zum Mitherrscher erhoben. Bei dieser Feier fand auch die von König Agilulf arrangierte Verlobung Adaloalds mit einer Tochter des Frankenkönigs Theudebert II. statt. Da Adaloald beim Tod seines Vaters im Jahr 615 noch minderjährig war, übernahm seine Mutter Theudelinde die Regentschaft. Sie bemühte sich vergeblich um eine Hinwendung der Langobarden zum Katholizismus. Unter Adaloalds Herrschaft wurden die Kirchen instand gesetzt und „ehrwürdigen Orten“ reiche Geschenke gemacht. Auf die arianischen Langobarden nahm Adaloald jedoch Rücksicht, sodass ihn der Westgotenkönig Sisebut in einem Brief ermahnte, mit größerem Eifer gegen die Häretiker vorzugehen.
Bald nach Adaloalds Herrschaftsbeginn führte der Exarch Eleutherius einen glücklosen Krieg gegen die Langobarden unter deren Feldherrn Sundrarius, der damit endete, dass die Oströmer/Byzantiner abermals Tributzahlungen versprechen mussten.
Bei Adaloald zeigten sich ab 624 Anzeichen einer Geisteskrankheit. In den Quellen kursieren verschiedene widersprüchliche Berichte über die weiteren Ereignisse. Offenbar erhob sich gegen Adaloald und die Politik seiner Mutter eine Opposition langobardischer Fürsten. Sie erhoben seinen Schwager Arioald, den Herzog von Turin, 626 zum König. Adaloald wurde gestürzt, möglicherweise vergiftet.